# رود رمک
رود رمک یا رمک رود رودخانه‌ای در غرب استان مازندران در شهرستان رامسر می‌باشد.
این رودخانه از آب‌های زیرزمینی کوه‌های البرز سرچشمه می‌گیرد و به دریای خزر می‌ریزد. عمق این رودخانه بین ۰٫۵ الی ۲ متر متغیر است.

## جغرافیا
رودخانه رمک در محله رمک رامسر واقع شده‌است.
آبادی‌های مسیر این رودخانه عبارتند از: چپرسر – تالش محله – سیاسان و درازپشته.

## شاخه‌ها
رودخانه رمک دارای یک شاخه است:
۱. شاخه رمک رود از کوه‌های البرز سرچشمه می‌گیرد پس از عبور از کوه‌های جنگلی مسیر محل کلیج کوه تا دریای خزر را طی می‌کند.